# Рено, Морис
Морис Рено (фр. Maurice Renaud, 24 июля 1861 — 16 октября 1933) — французский оперный певец (баритон).

## Биография
Морис Рено родился в Бордо между 1860-62 годами, но чаще упоминается дата 1861 год.
Вокальное образование получал в течение года в Парижской консерватории, а затем в Брюссельской консерватории.
Рено дебютировал в Королевском оперном театре Ла Монне в Брюсселе в 1883 году. Он пел в составе труппы этого театра до 1890 года, в частности на премьерах опер Эрнеста Рейнера «Зигфрид» (1884) и «Саламбо» (1890) вместе с Розой Карон. Позже Рено вернулся туда, но уже в 1908—1914 годах.

### Париж
В 1890 году он присоединился к труппе «Опера-Комик», дебютировав в опере Эдуарда Лало «Король города Ис». В следующем году он перебрался в Парижскую оперу, дебютировав в опере «Африканка» Мейербера. До 1914 года он регулярно появлялся на его сцене.

### Ковент-Гарден
В 1983 году Рено впервые гастролировал в Америке, выступив в Новом Орлеане, Бостоне и Чикаго. Его концерты в Лондоне совпали с торжествами по поводу юбилея Королевского театра Ковент-Гарден. Рено пел во втором акте «Тангейзера» Вагнера с Эммой Имс и Эрнестом ван Дейком и в четвёртом акте «Гугенотов» Мейербера с Альбером Альваресом и Полем Плансоном. В том же году он появился в Ковент-Гардене ещё в одном спектакле — опере Моцарта «Дон-Жуан» с Адой Адини и Марселем Журне. С тех пор Рено часто появлялся в Лондоне. Состав исполнителей зачастую был выдающимся: «Кармен» с Эмой Кальве и Эммой Имс, «Дон-Жуан» с Лили Леманн, Лилиан Нордика или Эмми Дестинн, Сьюзен Адамс и Эдуардом де Решке, «Манон» с Мэри Гарден, «Риголетто» с Нелли Мельбой или Сельмой Курц, Энрико Карузо и Марселем Журне.
Рено много гастролировал в Санкт-Петербурге, Берлине, Монте-Карло, где он пел на премьерах опер Массне «Жонглёр Богоматери» (1902) и «Керубино» (1905). В 1902 году он исполнил партию Мефистофеля в драматической легенде «Осуждение Фауста» Берлиоза в Монте-Карло и Ла Скала, дирижировал Тосканини.

### Нью-Йорк
Генеральный директор Метрополитен-опера подписал контракт с Рено, но многочисленные конфликтные ситуации помешали певцу дебютировать в Нью-Йорке. Вскоре был назначен новый директор, однако тот отказался от контракта. Рено обратился в суд и выиграл значительную сумму.
В 1906 году Оскар Хаммерстайн I подписывает контракт с Рено на выступления в Манхэттенском оперном театре по протекции Нелли Мельба. Однако по иронии судьбы имя Рено в этой компании прочно ассоциируется с Мэри Гарден, никогда не интересовавшейся певцом. Дебют Рено состоялся в декабре 1906 года в опере «Риголетто» вместе с Мельбой и Алессандро Бончи. Затем последовали «Таис», «Дон-Жуан», «Тоска», «Травиата», «Сказки Гофмана» и «Иродиада».
По окончании контракта Морис Рено перешёл в «Метрополитен-опера», дебютировав в «Риголетто» вместе с Нелли Мельба и Флоренсио Константино и проработал там два сезона.

### Последние годы
Последние годы в Америке Рено провёл в Бостоне и Чикаго.
В годы Первой мировой войны Морис Рено выступал с концертами на фронте. Однажды, во время выступления, он попал под бомбёжку и остался инвалидом. После войны он получил Орден почётного легиона от правительства Франции.
В 1919 году Морис Рено окончательно покинул сцену. В 1920 году он появился в одном из немых фильмов.
Рено скончался в 1933 году в Париже.

## Наследие
Морис Рено оставил после себя 52 звукозаписи, большинство из которых, однако, дублируют друг друга. Таким образом, сохранилось 16 арий и пять песен. Все записи, за единственным исключением, на французском языке. Многие из его самых известных партий записаны не были.